# Христиан Хенниг фон Йессен
Христиан Хенниг фон Йессен  (нем. Christian Hennig von Jessen; 1649, Йессен — 1719) — пастор из города Вустров в Вендланде в княжестве Люнебург. Писал под псевдонимом Вендхольт (Wendholt). Предметом научной деятельности Х. Хеннига были язык и культура практически уже исчезнувшего на рубеже XVII—XVIII вв. славянского народа Северной Германии — вендов, живших на левом берегу Лабы (Эльбы), потомков одного из племён полабских славян — древян. Благодаря Х. Хеннигу название исторической области Ганноверский Вендланд, ранее редко употребляемое, получило широкое распространение.

## Биография

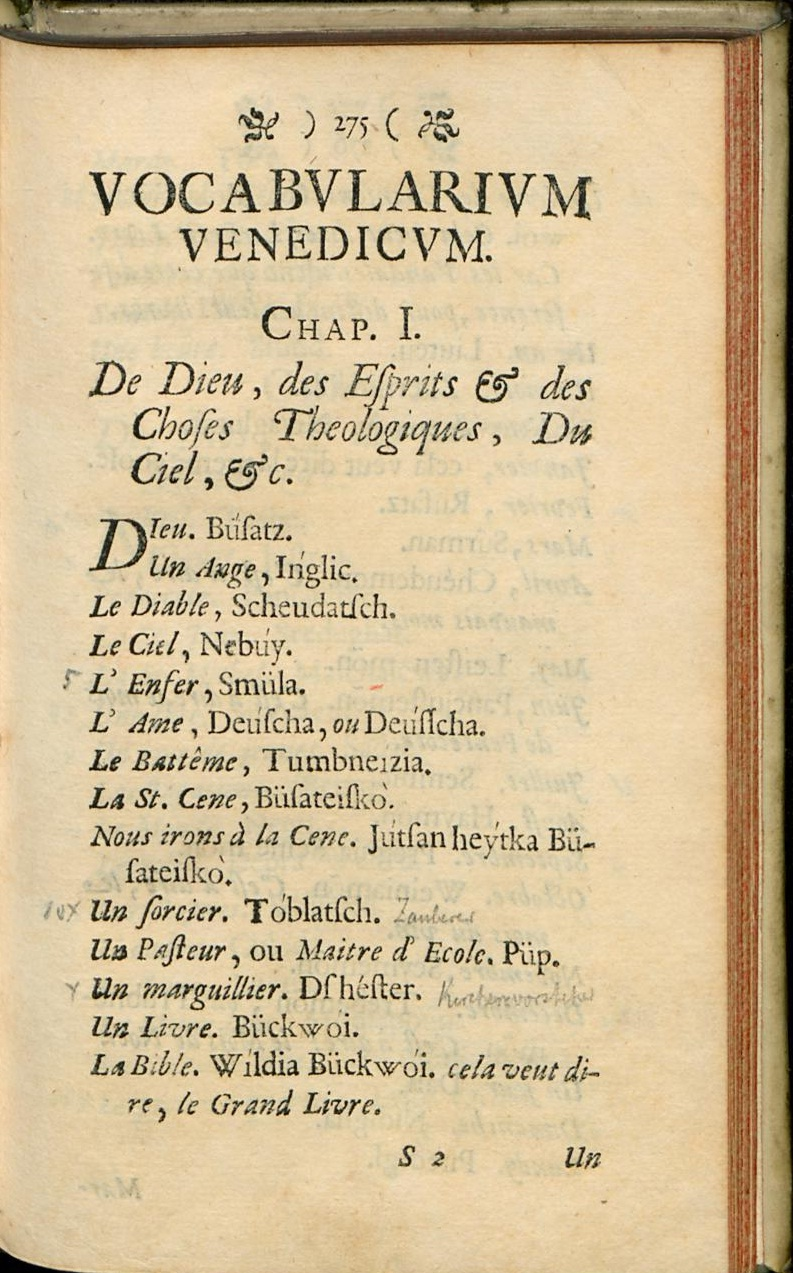
Vocabularium Venedicum

Х. Хенниг родился в небольшом городе Йессен (современный район Виттенберг в земле Саксония-Анхальт), расположенном к западу от Нижней Лужицы. Вероятно, Х. Хенниг мог в детстве сталкиваться со славянской речью лужичан (сорбов), что вызвало позднее его интерес к языку и культуре славян Вендланда. Став пастором, Х. Хенниг переезжает в Вустров. Занимая в течение 40 лет (1679—1719) должность пастора, он одновременно с этим посвящает свою жизнь изучению славян, собирая в разных районах Вендланда книги, документы, памятники литературы, связанные с историей и культурой вендов левого берега Эльбы, а также собирая сведения об их языке.

## Вклад в науку
Х. Хенниг занимался изучением этнографии вендов в районах, где они к тому времени ещё сохраняли свои язык и культуру — в окрестностях Хитцаккера, Данненберга, Люхова и Вустрова, делая записи о жизни, быте и обычаях вендов, записывая слова древяно-полабского языка. Но все его записи погибли при пожаре в 1691 году. Х. Хеннигу пришлось вновь приступать к сбору этнографических и языковых материалов. Результатом его многолетней работы стало составление полабского словаря. Х. Хенниг в предисловии к своему словарю писал, что в окрестностях Вустрова осталось всего несколько пожилых вендов, говорящих по-полабски и через двадцать-тридцать лет язык перестанет существовать, подчёркивая необходимость скорейшей письменной фиксации исчезающего полабского языка.
Vocabularium Venedicum — полабский словарь, составление которого было закончено в 1717 году — важнейший вклад Х. Хеннига в науку. Его словарь стал основным, самым полным и значительным, источником изучения древяно-полабского языка. Словарь содержит кроме полабско-немецкого глоссария (включающего около трёх тысяч слов) небольшой сравнительный словарь западнославянских языков — полабско-чешско-лужицко-польский, а также тексты молитв, свадебную песню, или песню невесты «Katy mês Nînka bayt» (с нотами), названия месяцев, некоторые имена и числительные на полабском. Помощь в составлении словаря Х. Хеннигу оказывал полабский крестьянин Ян Янишге (нем. Johann Janieschge) из деревни Кленнов (нем. Klennow). Сбор сведений был завершён к 1705 году, но обработка материала для создания словаря потребовала ещё несколько лет.
Известны две редакции словаря, полная и краткая, сохранившиеся в нескольких рукописных копиях. Краткая редакция отличается от полной отсутствием предисловия и сокращениями в некоторых главах. Часть копий была переписана самим Х. Хеннигом. Черновик Vocabularium Venedicum хранится в библиотеке университета во Вроцлаве, отдельные экземпляры — в библиотеках городов Ганновера, Геттингена, Целле, Вольфенбютеля и Стокгольма. Словарь Х. Хеннига был издан Р. Олешем в 1959 году, Р. Олеш использовал для издания копию, хранящуюся в библиотеке Ганновера. Работа Х. Хеннига послужила для составления других, меньших по объёму полабских словарей: небольшого словаря из 240 слов, составленного самим Х. Хеннигом; словаря из примерно около четырёхсот слов, составленного неизвестным автором в 1710 году для господина де Бокёр (фр. An Monsieur de Baucoeur); словаря, составленного Йоханном Фридрихом Ходанном (нем. Johann Friedrich Hodann), секретарём Г. В. Лейбница.